# Венок сонетов
Вено́к соне́тов — архитектоническая («твёрдая») форма поэтического произведения, а также поэтическое произведение, написанное в этой форме. Цикл из определённого количества сонетов, написанный по каноническим законам жанра и отвечающий требованиям формообразующей целостности.

## Форма и стилистика
Форму поэтического произведения определяют два фактора:
- сцеплённость сопредельных текстов (ср. анадиплосис);
- кольцевая организация сверхтекстового единства.

Венок сонетов появился как разновидность жанра в Италии в XIII веке. Первый венок сонетов на русском языке принадлежит филологу Ф. Е. Коршу, который в 1889 году перевёл венок сонетов словенского поэта Франце Прешерна.
Это весьма трудная поэтическая форма, требующая от поэта исключительного мастерства, особенно в подборе выразительных рифм и художественных образов. Немецкий поэт и прозаик Иоганнес Бехер отмечал, что «венок сонетов — это эксперимент, рассчитанный на виртуозное мастерство поэта и адресованный читателю-знатоку, способному воспринять и оценить искусство его создателя». Профессор санкт-петербургского государственного университета С. Д. Титаренко определяет венок как «сложное архитектоническое целое, связанное с идеей роста, становления формы».
Первая строка каждого сонета повторяет предшествующую ей строку последнего, образуя поэтическую «гирлянду» («венок»). Пятнадцатый сонет (магистральный сонет, «магистрал»), состоит из первых строк предшествующих 14-и сонетов, пишется первым и является композиционным и тематическим ключом всего «венка» или цикла. Строки из него составляются посредством своеобразного повтора, который усложняет стихосложение, присутствуя в каждом сонете. Торквато Тассо считается первым поэтом, связавшим последнюю строку первого сонета с первой строкой последующего. Количество сонетов в поэтическом произведении оставалось произвольным, сочинять несколько сонетов могла группа авторов. Венок сонетов или corona rinterzata («усиленная корона») могла доходить до 40-а сонетов. Строки из магистрала входили в разном порядке в различные сонеты. Несмотря на то, что в XVII веке действовали жёсткие правила при создании венка сонетов, разнообразные варианты цикла сонетов всегда появлялись в поэтическом творчестве.
Предположительно, форму стихосложения, совмещающую начало и конец текста, первоначально использовали в ронделе, появившемся как средневековый поэтический жанр в XV веке. Истоки этого поэтического приёма также находят в творчестве провансальских трубадуров, использующих своеобразную форму цепных строф. Другим способом строфического сцепления являются сочинения галисийско-португальских поэтов, вставляющим в произведение повтор первого стиха начального текста в конец последнего. Простые повторы в этих видах народной поэзии не отвечают требованиям «венка сонетов», так как в последнем семантически повторы строк не равны между собой — последняя строка в новом стихе сонета приобретает новые смысловые характеристики.
Именно форма сонета отвечает требованиям, позволяющим организовать строфы в поэтический венок. От цикла или поэмы этот жанр отличает формообразующая целостность, так как свободное соединение фрагментов исключается. Венок сонетов, не отвечающий традиционным канонам, вряд ли мог возникнуть в XIII веке, так как его традиционная формально-поэтическая основа была определена лишь в конце XV века, первые образцы этой жанровой формы стали известны с XVI века как комплекс жанрового образования. Венок из семи сонетов, ставший впоследствии одним из самых известных, в 1633 году создал английский поэт и мистик Джон Донн. В нём он описал ключевые события из жизни Иисуса Христа, которые представляют собой введение в пролог. Этот пролог из сонетов он назвал итальянским словом la corona («корона»).
Оригинальные венки сонетов написали: В. И. Иванов (в сборнике Cor ardens), В. Я. Брюсов («Роковой ряд»), М. А. Волошин (Corona Astralis, Lunaria), К. Д. Бальмонт, Н. В. Крандиевская и другие. Бывший футурист И. М. Зданевич (Ильязд) написал и издал в Париже в 1961 году венок сонетов «Приговор безмолвный» с иллюстрациями Жоржа Брака и Альберто Джакометти. К этой сложной форме обращались не только признанные мастера поэтического слова, но и менее известные поэты: А. Г. Архангельский, Ю. Б. Кричевский, А. Г. Крылов, Н. Оболенский, Н. Н. Шульговский.
Венок сонетов — одна из немногих «твёрдых» форм, к которой поэты обращались и в советское время (Павел Антокольский, Владимир Солоухин, Виктор Соснора, Татьяна Гнедич, Семён Кирсанов, Кирилл Ковальджи, Юрий Абрамов, Александр Павлов, Евгений Блажеевский и др.). К форме венка сонетов прибегают в современной рок-музыке (Rosarium Сергея Калугина, альбом Nagelreid проекта Nitberg, исполненный в жанре Black Metal).
Мировая поэзия насчитывает не менее 600 произведений, написанных в этой поэтической форме. Русские поэты написали более 150-и венков сонетов.

## Корона сонетов
Корона сонетов или, по определению М. Гаспарова, венок деформированных сонетов — форма, созданная на основе венка сонетов И. Л. Сельвинским в конце 1910-х, получившая разработку в ряде произведений поэта уже в начале 1920-х (см. короны сонетов «Море», «Рысь», «Бар-Кохба», «Бриг „Богородица морей“» и др.). Сам поэт давал ей такую характеристику в своей книге «Студия стиха»:
Появился сюжет, характеры, лирические отступления, описания природы и так далее, а всё это потребовало новаторства и в самой структуре сонета. …Такой венок носит название „короны сонетов“ и разрешает себе самые широкие вольности, не выходя, однако, за пределы архитектурного каркаса венка.
Один из разделов своего исследования «Русский стих начала XX века в комментариях» М. Л. Гаспаров посвятил коронам сонетов И. Л. Сельвинского, рассмотрев это явление на примере поэмы «Бар-Кохба»:

Обычно венок сонетов бывает малосодержателен: первые 14 сонетов лишь многословно распространяют то, что концентрированно содержалось в магистрале. Борясь с этим недостатком, молодой И. Сельвинский стал делать свои венки не лирическими, а эпическими по содержанию; а борясь с однообразием сонетной формы, стал широко пользоваться сонетами нетрадиционной формы. …Ни один сонет не повторяет другого по рифмовке, все они по-разному разбиты на четверо-, трёх- и двустишия. Поэт старается лишь следить, чтобы каждый сонет, «как настоящий», был написан на 5 рифм (9 сонетов из 15, а 11-й сонет — даже на две рифмы), самое большее — на 6 рифм, а также за тем, чтобы сонеты преимущественно начинались традиционным катреном с охватной рифмовкой.
— М. Л. Гаспаров
Короны сонетов И. Л. Сельвинского представлены преимущественно в книге «Ранний Сельвинский» (М–Л., ГИЗ, 1929), лишь некоторые из них были перепечатаны впоследствии в сборниках поэта. В 2011 году в журнале «Наше наследие» была опубликована не завершённая И. Л. Сельвинским корона корон сонетов «Ублюдок» .

## Корона венков сонетов
Расширение сферы сонетной лирики породило такую редкую разновидность жанра, как корона венков сонетов. Это цикл, в который входит 211 сонетов. Каждый из сонетов в короне становится магистральным для сонетов второго порядка, структура короны венков сонетов очень сложна. Исследователи именуют этот вид жанра кружевом, венком в квадрате и короной венков сонетов.
В XXI веке в РФ были опубликованы циклы из 211 сонетов философа, педагога и поэта М. Ф. Фридмана и А. А. Алфёрова.
В конце XX века появляется авангардное творчество в Сети, вместе с ним — жанр дигитальной поэзии. Создаются кибер- или гиперсонетные венки, например, в Германии. В мегавенке под названием «Начало или конец?» (автор — Т. Шторм) стихи соединены друг с другом, а магистрал выглядит как комбинаторная доска. Исследовательница постмодернистского немецкого сонета Э. Гребер отмечает, что «для новых медийных средств идеально подходит венок сонетов с магистралом и вызываемые гиперссылками друг через друга стихи». Постмодернистский сонет в Германии, как правило, не имеет сюжета. У. Дрезнер, автор венка сонетов «Анис-о-троп», 1997, видит мир как хаотическое скопление «параллельных миров». В нём раскиданы предметы, потерявшие свои функции («разбитые стекла», «застывший лифт», «пустые теплицы»), животные — «эрзацы из проволоки вместо настоящих птиц», люди — «группа путешественников, распылённых в волосах Вероники»; «утолщение из слабости и слизи». Автор детализирует «анисотропную действительность», отмечая её полную деструкцию и выражая своё мироощущение соответствующим языком, нарушающим морфемные и синтаксические границы.
Автор венка «Прелестное безумие» (Amabilis insania, 2000) Н. Кобус представляет новый вид венка сонетов — «сонетную сеть» (Sonettennetz), в котором произведение строится на основании 28-и сонетов. Последние 14 сонетов берутся из первых 14-и по принципу магистрала, объединяются все первые строки в сонет, затем все вторые и т. д. — все строки, от первой до последней. Венок сонетов написан пятистопным ямбом, имеет охватные рифмы в катренах и цепные — в терцетах. Стилистика подчинена «строгой аранжировке картин в рамах», где главная картина — «архистатика так называемого мира» с преобладанием «эгоистического тщеславия», «темперированного вакуума» и одиночества. Автор описывает разнообразные телесные и душевные болезни человека, делая вывод о том, что мир болен и представляет собой «палату № 6» в глобальном масштабе. В произведении М. Рита («Автопортрет. Венок сонетов», 2005) постмодернистский текст написан строчными буквами без знаков препинания. Книгу, дойдя до середины, нужно перевернуть, чтобы прочесть вариацию венка сонетов под названием «Действительность — зеркало наоборот: сонетный венок, после ревизии».